# Follervig Sogn
Follervig Sogn (på tysk Kirchspiel Vollerwiek) er et sogn i det sydvestlige Sydslesvig, tidligere i Tønning Herred (Landskabet Ejdersted), nu kommunerne Follervig og Tønning (Katingsil) i Nordfrislands Kreds i delstaten Slesvig-Holsten. 
I Follervig Sogn findes flg. stednavne:
- Follervig (Vollerwiek)
- Gaden ved Sødiget
- Katingsil (Katingsiel)